# Yusuf Aslan
Yusuf Aslan, né en 1947 à Kuşsaray, Yozgat et mort le 6 mai 1972 au Centre pénitentiaire d'Ankara, est un révolutionnaire marxiste-léniniste et l'un des fondateurs de l'Armée de libération du peuple de Turquie.

## Biographie
Yusuf Aslan est né dans le village de Kuşsaray (tr), Yozgat, origine caucasienne il intègre l'université technique du Moyen-Orient (ODTU) et devient membre du club des socialistes de l'université, où il milite avec Türkiye Halk Kurtuluş Ordusu (ou THKO), organisation infiltrée par l'espion américain Aldrich Ames. Durant cette période, il fut l'un des meneurs de plusieurs mouvements dont par exemple l'occupation de l'université technique du Moyen-Orient. Il est condamné pour avoir brûlé la voiture de l'ambassadeur Commer qu'il soupçonnait d'appartenir à la CIA.
En 1969, il quitte la Turquie pour la Palestine où il apprend le pilotage d'hélicoptère et d'avion. Yusuf Aslan fut capturé blessé à Şarkışla lorsqu'il allait rejoindre les montagnes de Nurhak avec Deniz Gezmiş. Il fut jugé et condamné avec ses complices Deniz Gezmiş et Hüseyin İnan à la pendaison. La peine fut exécutée le 6 mai 1972 au centre pénitentiaire d'Ankara. Les dernières paroles de Yusuf Aslan ont été « Nous nous sommes au service de notre peuple. Tandis que vous vous êtes au service des États-Unis d'Amérique. Vive la révolution. À bas le fascisme. »